# La Nuit (Wiesel)
Vous lisez un « article de qualité » labellisé en 2007.
Pour les articles homonymes, voir Nuit (homonymie).

« Jamais je n'oublierai cette nuit, la première nuit de camp, qui a fait de ma vie une nuit longue et sept fois verrouillée. Jamais je n'oublierai cette fumée. Jamais je n'oublierai les petits visages des enfants dont j'avais vu les corps se transformer en volutes sous un azur muet [...] Jamais je n'oublierai cela, même si j'étais condamné à vivre aussi longtemps que Dieu lui-même. Jamais. »

La Nuit est un récit d'Elie Wiesel fondé sur son expérience lorsque, jeune juif orthodoxe, il fut déporté avec sa famille dans le camp d'extermination nazi d'Auschwitz, puis dans le camp de concentration Buchenwald, dont il fut libéré le 11 avril 1945, à l'âge de 16 ans.
Issu d'un milieu fortement religieux, sa confiance en Dieu et en l'humanité fut fortement ébranlée par l'expérience concentrationnaire, qu'il décida de ne pas évoquer pendant dix ans. Il la transcrivit au terme de cette période sous forme d'un manuscrit en yiddish, qui fut publié en 1955 sous le titre d’...Un di Velt Hot Geshvign (...Et le monde se taisait), puis traduit (ou, selon certains, adapté pour un public plus large) en français. Cinquante ans plus tard, le volume de 178 pages, décrit comme « dévastateur dans sa simplicité », est considéré comme un pilier de la littérature de la Shoah, aux côtés de Si c'est un homme de Primo Levi et du Journal d'Anne Frank.
La Nuit est le premier volume d'une trilogie – La Nuit, L'Aube, et Le Jour – reflétant l'état d'esprit de l'auteur pendant et après la Shoah. Les titres marquent sa transition de l'obscurité à la lumière, selon la tradition juive de compter le début d'un nouveau jour à partir du crépuscule, en suivant Gen 1:5 : « Il y eut un soir et il y eut un matin : jour un. » « Dans La Nuit, dit Elie Wiesel, je souhaitais montrer la fin, la finalité de l'événement. Tout tendait vers une fin – l'homme, l'histoire, la littérature, la religion, Dieu. Il ne restait rien. Pourtant, nous recommençons avec la nuit. »

## Sujet du livre

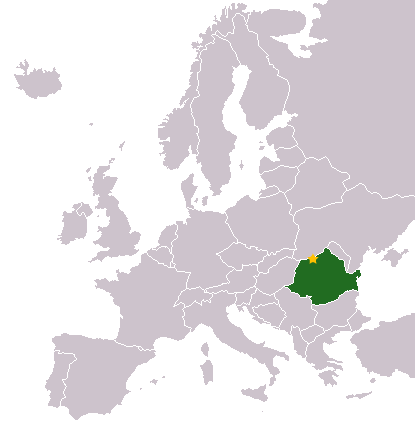
Sighet sur la carte d'Europe

Elie Wiesel est né le 30 septembre 1928 à Sighet, une ville dans les Carpates de la Transylvanie du Nord, qui fut annexée à la Hongrie en 1940 et abritait une communauté juive majoritairement orthodoxe d'environ 10 000 - 20 000 membres depuis 1640. Fils de Shlomo et Sarah Wiesel, il avait deux sœurs plus âgées, Hilda et Bea, et une sœur cadette, Tzipora (Judith sur son acte de naissance), âgée de 7 ans.
Lorsque l'Allemagne envahit la Hongrie à minuit le 18 mars 1944, peu de gens se crurent en danger ; La Nuit s'ouvre avec Moshé-le-Bedeau, survivant d'une opération de tuerie mobile, pressant en vain ses voisins de se sauver.
Alors que les Alliés se préparaient à libérer l'Europe en mai et juin de cette année, la famille Wiesel, ainsi que les 15 000 Juifs de Sighet et 18 000 autres Juifs des villages alentour, étaient déportés par les Allemands à Auschwitz. Sa mère et sa sœur Tzipora furent immédiatement envoyées dans les chambres à gaz. Hilda et Béa survécurent, séparées du reste de la famille. Elie et Shlomo Wiesel parvinrent à demeurer ensemble, survivant aux coups, aux privations, aux sélections et à la longue marche dans la neige jusqu'à Buchenwald, où Elie Wiesel vit son père Shlomo agoniser puis mourir, quelques semaines avant que les Alliés ne libèrent le camp.
Elie Wiesel reviendra également sur ces événements, ainsi que sur le processus d'écriture de La Nuit lui-même, dans le premier tome de ses mémoires.

## L'histoire d'Elie Wiesel, telle qu'il la raconte dansLa Nuit

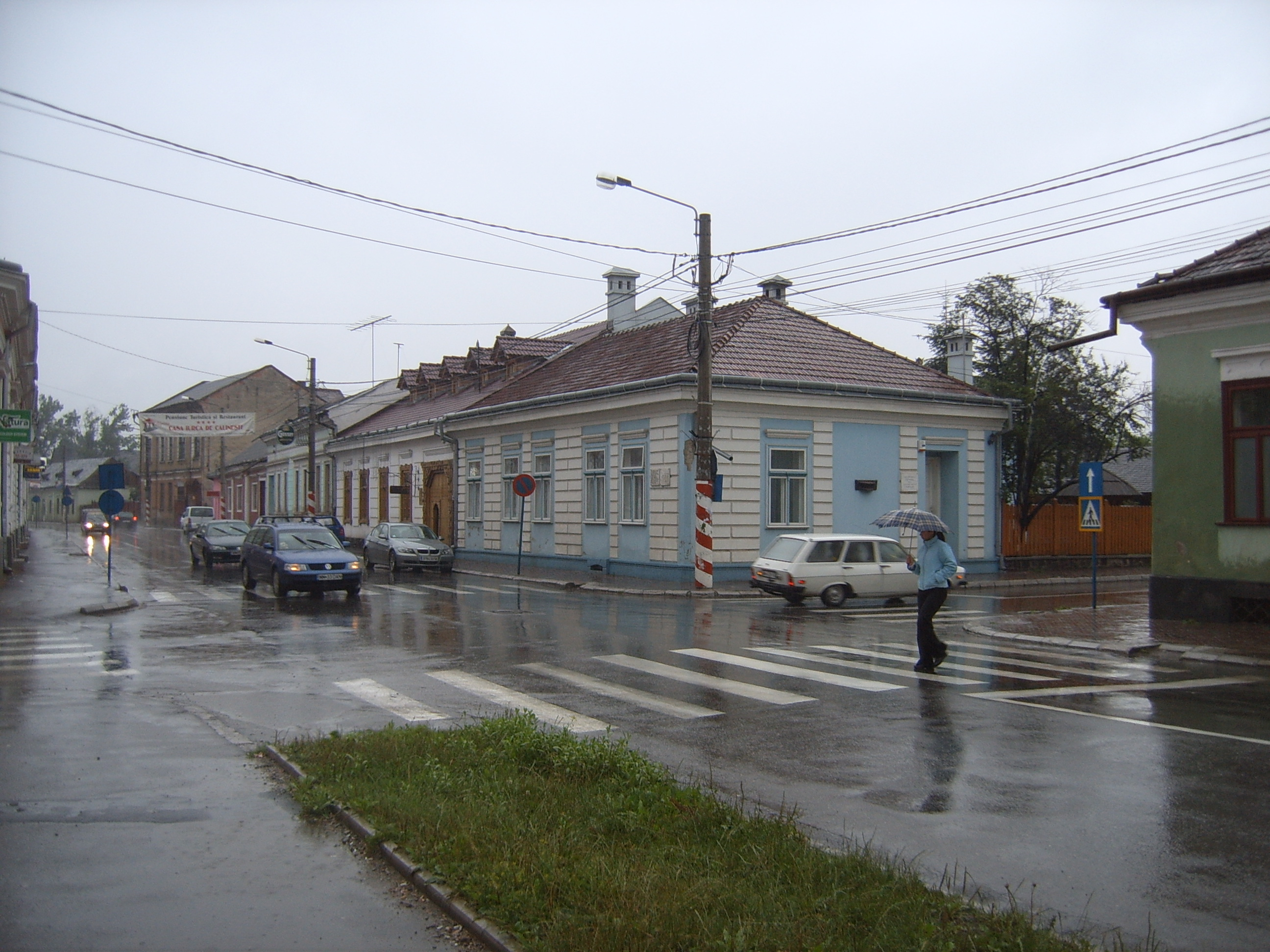
Sighet. La maison natale, aujourd'hui maison commémorative d'Elie Wiesel

### On l'appelait Moché-le-Bedeau
« Juifs, écoutez-moi ! C'est tout ce que je vous demande. Pas d'argent, pas de pitié. Mais que vous m'écoutiez ! »

Le narrateur de La Nuit est Eliezer, un jeune juif orthodoxe, studieux et profondément pieux, qui étudie le Talmud chaque jour, et court la nuit à la synagogue pour « pleurer la destruction du Temple. » Il y retrouve aussi Moshé-le-Bedeau (chamess en yiddish), responsable de l'entretien de la synagogue hassidique locale fréquentée par les Wiesel, et le plus pauvre habitant de la ville ; possédant la « gaucherie du clown », mais très apprécié, Moshé-le-Bedeau enseigne au jeune Eliezer la Kabbale et les mystères de l'univers. Il considère que « l'homme s'élève vers Dieu par les questions qu'il Lui pose » et que « toute question possède un pouvoir qui ne repose pas dans la réponse ». La Nuit revient fréquemment sur ce thème d'une foi spirituelle nourrie, non par les réponses mais les questions.
Lorsque le gouvernement hongrois décrète l'expulsion des Juifs incapables de prouver leur citoyenneté, Moshé-le-Bedeau et d'autres Juifs étrangers sont entassés dans un train de bestiaux et déportés en Galicie, dit-on. On pleure un peu, on oublie et l'on apprend qu'ils travaillent et sont satisfaits de leur sort.
Cependant, un Moshé hagard reparaît quelque temps plus tard à Sighet. « Il ne chantait plus. Il ne me parlait plus de Dieu ou de la Kabbale, mais seulement de ce qu'il avait vu. » Courant d'un foyer juif à l'autre « pour vous raconter ma mort », il leur apprend le destin du train des déportés : pris en charge par la Gestapo, la police secrète allemande, après avoir traversé la frontière polonaise, les Juifs furent menés en camions dans la forêt de Galicie, près de Kolomaye, où on leur fit creuser de larges fosses. Sitôt fini, les hommes de la Gestapo les abattirent sans passion ni hâte. Chaque prisonnier devait s'approcher du trou et présenter sa nuque. Des bébés étaient jetés en l'air et servaient de cibles aux mitraillettes. Moshé leur parlait de Malka, la jeune fille qui avait agonisé trois jours durant, et Tobias, le tailleur, qui avait supplié d'être tué avant ses fils. Lui-même, Moshé avait par miracle été blessé à la jambe et laissé pour mort.
Mais les Juifs de Sighet « refusaient non seulement de croire à ses histoires, mais encore de les écouter.
Il essaye de nous apitoyer sur son sort. Quelle imagination... »
Ou bien : « Le pauvre, il est devenu fou. »
Et lui, il pleurait. »

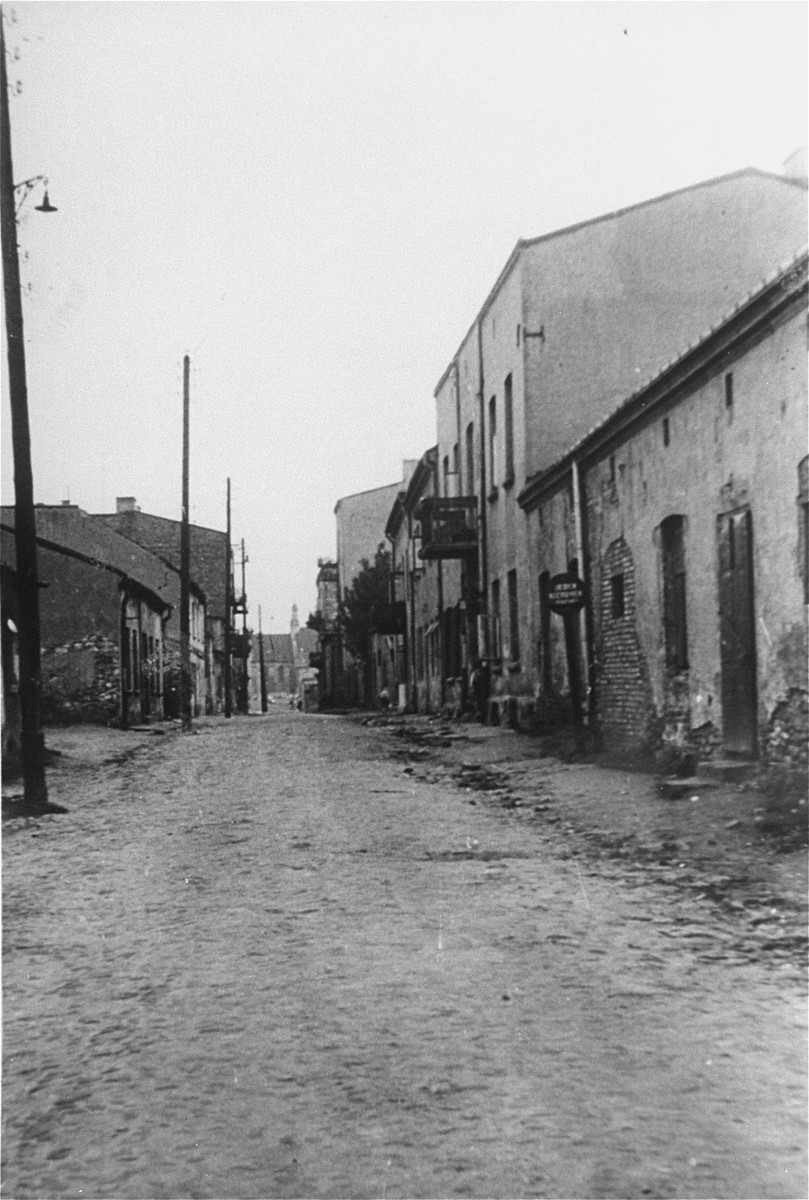
Un ghetto vidé de ses Juifs
« Le dernier convoi quitta la gare un dimanche matin. [...] Trois semaines à peine avant l'invasion de la Normandie par les Alliés. Pourquoi nous sommes-nous laissés prendre ? Nous aurions pu fuir, nous cacher dans les montagnes ou dans les villages. Le ghetto n'était pas très bien gardé : une évasion en masse aurait eu toutes les chances de réussir.
Mais nous ne savions pas. »

La vie redevient cependant « normale » jusqu'au printemps 1944 ; la prise du pouvoir par le parti Nyilas, l'arrivée des Allemands à Sighet, que l'on trouve civilisés, cela ne suffit pas à inquiéter les Juifs de Sighet.

« Les Allemands étaient déjà dans la ville, les fascistes étaient déjà au pouvoir, le verdict était déjà prononcé et les Juifs de Sighet souriaient encore. »

Au septième jour de la Pâque, les Allemands arrêtent les chefs de la communauté juive, les assignent à domicile, confisquent leurs biens et leur imposent le port de l'étoile jaune. Consulté sur la situation par des notables de la communauté, Shlomo Wiesel, qui a des relations dans la police hongroise, tente de dédramatiser la situation :

« L'étoile jaune ? Eh bien, quoi ? On n'en meurt pas... »

— (Pauvre père ! De quoi es-tu donc mort ?)
Les mesures répressives se succèdent : restrictions de l'accès aux restaurants ou à la synagogue, couvre-feu à partir de six heures du soir.
Il est ensuite décidé de transférer tous les Juifs de Sighet  dans deux ghettos, dirigés conjointement comme une petite ville, possédant chacun son propre conseil, ou Judenrat.

« Les barbelés qui, comme une muraille, nous encerclaient ne nous inspiraient pas de réelle crainte. Nous nous sentions même assez bien : nous étions tout à fait entre nous. Une petite république juive [...] Les autorités établirent un Conseil juif, une police juive, un bureau d'aide sociale, un comité du travail, un département d'hygiène – tout un appareil gouvernemental.
Chacun en était émerveillé. Nous n'allions plus avoir devant nos yeux ces visages hostiles, ces regards chargés de haine. C'en était fini de la crainte, des angoisses. Nous vivions entre Juifs, entre frères...
Ce n'était ni l'Allemand ni le Juif qui régnait dans le ghetto : c'était l'illusion. »

En mai 1944, le Judenrat est informé que le ghetto sera fermé sans préavis, et ses résidents déportés. On ne leur dit rien de leur destination ; seulement qu'ils peuvent chacun prendre quelques effets personnels.
Le lendemain matin, à 8 heures, Eliezer, dont la famille ne doit partir qu'avec le dernier convoi, voit ses amis et voisins entassés dans la rue, encadrés par des gendarmes hongrois qui les frappent sans distinction ni raison. « C'est en cet instant que j'ai commencé à les haïr, et ma haine est la seule chose qui nous lie encore aujourd'hui. » Lentement, la procession quitte le ghetto.

« Et j'étais là, sur le trottoir, à les regarder passer, incapable de faire un mouvement. Voilà le grand rabbin, le dos voûté, le visage rasé, le balluchon sur le dos. Sa seule présence parmi les expulsés suffisait à rendre cette scène irréelle. Il me semblait voir une page arrachée à quelque livre de contes, à quelque roman historique sur la captivité de Babylone, sur l'Inquisition en Espagne.
Ils passaient devant moi, les uns après les autres, les maîtres d'étude, les amis, les autres, tous ceux dont j'avais eu peur, tous ceux dont j'avais pu rire un jour, tous ceux avec lesquels j'avais vécu durant des années. Ils s'en allaient déchus, traînant leur sac, traînant leur vie, abandonnant leurs foyers et leurs années d'enfance, courbés comme des chiens battus. »

### Te souviens-tu de Madame Schächter dans le train?
« Juifs, écoutez-moi : je vois un feu ! Quelles flammes ! Quel brasier ! »

Eliezer et sa famille ne sont pas déportés tout de suite. Ils arrivent d'abord dans le petit ghetto de Sighet, qui n'est pas gardé, et dont chacun peut entrer et sortir librement. Leur ancienne bonne Maria vient les y trouver pour proposer de les cacher dans son village. Ils refusent, ne voulant pas se séparer.
Leur départ est prévu pour le samedi. Le Conseil juif a obtenu l'autorisation d'organiser le départ, afin que les Juifs ne soient pas soumis aux coups des gendarmes hongrois.
« Sur le quai déambulaient deux officiers de la Gestapo, tout souriants ; somme toute, cela s'était bien passé. »
Entassés dans des wagons à bestiaux, où règne une promiscuité intolérable et une terreur permanente, leur voyage est rendu encore plus pénible par les cris de madame Schächter, une quinquagénaire autrefois paisible, dont le mari et les deux fils aînés ont été déportés deux jours plus tôt, par erreur. Cette femme qui n'a pas cessé de gémir depuis le départ, réveille soudain les occupants du train lors de la troisième nuit de voyage. « Un feu ! Je vois un feu ! Je vois un feu ! » On tente de la tranquilliser, de la battre, de la faire taire, elle n'en continue pas moins de pousser ces cris par intervalles toute la nuit, et le lendemain. Le train arrive en gare d'un lieu nommé Auschwitz. Deux hommes du train, envoyés pour chercher de l'eau reviennent avec des nouvelles rassurantes : les familles ne seront pas disloquées, seuls les jeunes iront travailler dans la fabrique, les vieillards et les malades seront occupés aux champs. Cependant, la nuit, madame Schächter se remet à crier :

« Juifs, regardez ! Regardez le feu ! Les flammes, regardez !
Et comme le train s'était arrêté, nous vîmes cette fois des flammes sortir d'une haute cheminée, dans le ciel noir. »

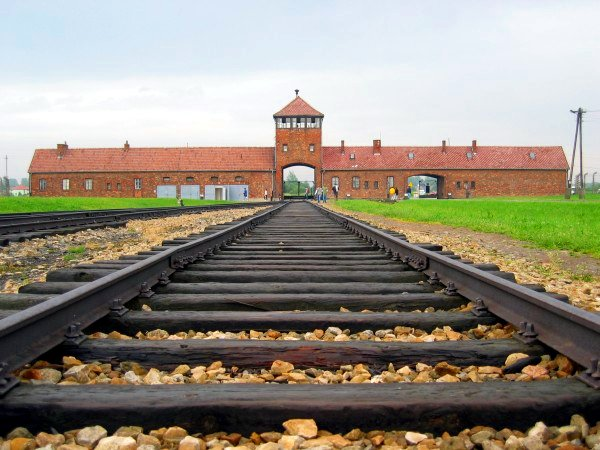
L'entrée d'Auschwitz-Birkenau

Soudain, les portes s'ouvrent et de « curieux personnages vêtus de vestes rayés » les font sortir à coups de bâton.

« Les objets chers que nous avions traînés jusqu'ici restèrent dans le wagon et avec eux, enfin, nos illusions. »

### Yitgadal veyitkadach chmé raba...
« Quelqu'un se mit à réciter le Kaddich, la prière des morts. Je ne sais pas s'il est déjà arrivé, dans la longue histoire du peuple juif, que les hommes récitent la prière des morts sur eux-mêmes[...]
Yitgadal veyitkadach chmé raba... Que Son nom soit béni et sanctifié [...]
Pour la première fois, je sentis la révolte grandir en moi. Pourquoi devais-je sanctifier Son Nom ? L'Éternel [...] se taisait, de quoi allais-je Le remercier ? »

Eliezer est arrivé avec ses parents et ses sœurs en Pologne au camp d'Auschwitz-Birkenau, également connu sous le nom d'Auschwitz II, le camp de la mort (Todeslager), l'un des trois principaux camps et des 40 sous-camps du Konzentrationslager Auschwitz, érigé par les Allemands sur les ruines de baraques de l'armée polonaise à l'abandon. Hommes et femmes sont séparés à l'arrivée ; Eliezer et son père à gauche ; sa mère, Hilda, Béatrice, et Tzipora à droite. Il apprit après la libération que sa mère et Tzipora avaient été, ainsi qu'il s'en était douté, envoyées directement dans la chambre à gaz.

« Hommes à gauche ! Femmes à droites ! Quatre mots dits tranquillement, indifféremment, sans émotion. [...] Pendant une fraction de seconde, j'aperçus ma mère et mes sœurs s'éloigner à droite. Tzipora tenait la main de Mère. Je les vis disparaître au loin ; ma mère serrait la chevelure blonde de ma sœur... et je ne savais pas qu'en cet endroit, à ce moment, je me séparais de ma mère et de Tzipora pour toujours. »

Lui et son père sont également envoyés à la Selektion. Un ancien détenu leur enjoint de mentir sur leur âge et occupation. Un autre les insulte. En apercevant la « cheminée » et les flammes, une velléité de révolte se manifeste parmi quelques jeunes, rapidement éteinte par les plus vieux. Eliezer et son père se retrouvent devant le docteur Mengele – « officier SS typique, visage cruel, non dépourvu d'intelligence, monocle »  –, qui les envoie après un examen de quelques secondes « à gauche », c'est-à-dire vers le crématoire. Fils et père s'alignent dans une file aboutissant à une fosse où l'on met le feu. Un camion passe derrière la fosse et délivre sa charge dans le feu : « des petits enfants. Des bébés, ! ». Le père récite le Kaddich, prière se disant traditionnellement pour les morts, tandis qu’Eliezer se révolte contre Dieu, pour la première fois. Il envisage de se jeter contre la clôture électrifiée et prononce lui-même le Kaddich mais, à deux pas de la fosse, son père et lui reçoivent l’ordre d'aller dans une baraque - les quotas du jour ont été atteints. Toutefois, « l'étudiant talmudiste, l'enfant que j'étais, s'était consumé dans les flammes. Il ne restait qu'une enveloppe qui me ressemblait. »

« Jamais je n'oublierai cette nuit, la première nuit de camp, qui a fait de ma vie une nuit longue et sept fois verrouillée.
Jamais je n'oublierai cette fumée.
Jamais je n'oublierai les petits visages des enfants dont j'avais vu les corps se transformer en volutes sous un azur muet. 
Jamais je n'oublierai ces flammes qui consumèrent pour toujours ma foi.
Jamais je n'oublierai ce silence nocturne qui m'a privé pour l'éternité du désir de vivre.
Jamais je n'oublierai ces instants qui assassinèrent mon Dieu et mon âme, et mes rêves qui prirent le visage du désert.
Jamais je n'oublierai cela, même si j'étais condamné à vivre aussi longtemps que Dieu lui-même. Jamais. »

« Je jetai un coup d'œil vers mon père. Comme il avait changé ! [...] La nuit avait complètement passé [...] Tant d'événements étaient arrivés en quelques heures que j'avais complètement perdu la notion du temps. Quand avions-nous quitté nos maisons ? Et le ghetto ? Et le train ? Une semaine seulement ? Une nuit – une seule nuit ? »

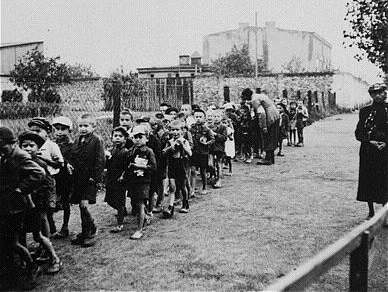
Des enfants juifs déportés

En août 1944 ou aux alentours de cette date, Eliezer, qu'on ne connaît plus que par son numéro, A-7713, et Shlomo sont transférés depuis Auschwitz II-Birkenau vers Monowitz-Buna. Sur le trajet, il s'aperçoit que la vie continue, que leurs gardiens taquinent les jeunes Allemandes, qui rient, heureuses. « Pendant ce temps, au moins nous n'avions à subir ni cris ni coups de crosse ».
Dans le camp de travail, leur vie se réduit à éviter autant que possible les coups, à maintenir leurs maigres privilèges (des souliers neufs, une couronne dentaire, une cuillère, etc.) et à chercher de la nourriture en permanence.

« Le pain, la soupe – c'était toute ma vie. J'étais un corps. Peut-être moins encore : un estomac affamé. »

Elie Wiesel attribue essentiellement sa survie aux efforts de son père et lui pour ne pas être séparés, pour ne pas même se perdre de vue ; cependant, à sa honte et douleur, son père décline ; à mesure que leur relation change et que le jeune homme devient le soutien du père, sa colère et sa culpabilité, parce qu'il craint que l'existence de son père menace la sienne propre. Lorsqu'Idek, le Kapo s'en prend brusquement à Shlomo, c'est à ce dernier et non au Kapo qu'il en veut, pour n'avoir pas su éviter la crise d'Idek.
Plus l'instinct de survie physique d'Eliezer grandit, plus les liens qui le relient aux autres s'amenuisent, et à sa perte de foi dans les relations humaines correspond sa perte de foi en Dieu, non dans Son existence mais dans Sa Présence au côté de Ses enfants. Du reste, il n'est pas le seul : Akiba Drumer, juif dévot et kabbaliste, ainsi qu'un rabbin polonais font part du même désespoir.
L'espoir n'est cependant pas mort, lorsque le camp et les usines de la Buna sont bombardés — « On ne craignait plus la mort, en tout cas, pas cette mort-là. Chaque bombe qui éclatait nous remplissait de joie, nous redonnait confiance en la vie. »
Eliezer n'a pas non plus totalement oublié Dieu.
Lors d'un appel, les prisonniers du camp sont obligés d'assister à une pendaison, spectacle habituel, ordinaire, n'éveillant en eux aucune sensibilité particulière. Seulement, parmi les condamnés se trouve cette fois un petit pipel de 12 ans qui, ne pesant pas assez lourd pour que le poids de son corps brise sa nuque, agonise lentement, « luttant entre la vie et la mort ». Eliezer, passant devant lui comme le veut le cérémonial, voit sa langue toujours rose, ses yeux toujours clairs et pleure.

« Derrière moi, j'entendis le même homme demander :
— Où donc est Dieu ?
Et je sentais en moi une voix qui lui répondait :
— Où Il est ? Le voici – Il est pendu ici, à cette potence. »

Lorsque vient la veille de Rosh Hashana, des milliers de Juifs se rassemblent pour prier mais Eliezer ne parvient pas à y prendre part.

« Béni soit le nom de l'Éternel ? Pourquoi, mais pourquoi Le bénirais-je ? Toutes mes fibres se révoltaient. Parce qu'Il avait fait brûler des milliers d'enfants dans ses fosses ? Parce qu'Il faisait fonctionner six crématoires jour et nuit, les jours de Sabbat et les jours de fête ? Parce que dans Sa grande puissance, Il avait créé Auschwitz, Birkenau, Buna, et tant d'usines de la mort ? Comment Lui dirais-je : Béni sois-Tu, l'Éternel, Maître de l'Univers, qui nous a élus parmi les peuples pour être torturés jour et nuit, pour voir nos pères, nos mères, nos frères finir au crématoire ? [...] Autrefois, le jour du Nouvel An dominait ma vie. Je savais que mes péchés attristaient l'Éternel, j'implorais Son pardon. Autrefois, je croyais profondément que d'un seul de mes gestes, d'une seule de mes prières dépendait le salut du monde.
 Aujourd'hui, je n'implorais plus. Je n'étais plus capable de gémir. Je me sentais, au contraire, très fort. J'étais l'accusateur. Et l'accusé : Dieu. Mes yeux s'étaient ouverts et j'étais seul, terriblement seul dans le monde sans Dieu, sans hommes,.
L'office s'acheva par le Kaddich. Chacun disait Kaddich sur ses parents, sur ses enfants, sur ses frères et sur soi-même. »

### La marche de la mort
« J'aperçus un vieillard qui [...] venait de se dégager de la mêlée. [...] Il avait sous sa veste un bout de pain. [...] Une ombre venait de s'allonger près de lui. Et cette ombre se jeta sur lui. [...] Méir, mon petit Méir, tu ne me reconnais pas ? Je suis ton père [...] Le vieillard [...] mourut, dans l'indifférence générale. Son fils le fouilla, prit le morceau et commença à le dévorer. [...] Deux hommes l'avaient vu et se précipitèrent sur lui. [...] Lorsqu'ils se retirèrent, il y avait près de moi deux morts côte à côte, le père et le fils. J'avais seize ans. »

En janvier 1945, après avoir échappé à une Selektion qui emporta Akiba Drumer et faillit en faire de même avec son père, Eliezer se trouvait à l'infirmerie pour un abcès au pied droit. Le lendemain de son opération, le bruit courut que l'Armée rouge fonçait vers la Buna. Un voisin de lit tempéra cependant la joie des occupants de l'infirmerie, leur rappelant qu'Hitler avait juré d'anéantir tous les Juifs avant le douzième coup de l'horloge, et qu'il était « le seul à avoir tenu ses promesses, toutes ses promesses, au peuple juif. »
L'après-midi de ce même jour, il fut confirmé que les Allemands avaient décidé, devant l'approche incessante de l'armée soviétique, d'évacuer le camp et ses 60 000 prisonniers, Juifs pour la plupart, dans des camps en Allemagne, au cours de ce qui serait connu comme les marches de la mort. Eliezer, convaincu que les malades qui demeureraient à l'infirmerie seraient abattus, marcha avec Shlomo, malgré son genou ensanglanté, jusqu'à Gleiwitz, où ils furent fourgués dans un wagon de marchandises à destination de Buchenwald, près de Weimar.
Les malades qui étaient restés à l'hôpital furent libérés par les Russes neuf jours après l'évacuation.

« Un vent glacé soufflait avec violence. Mais nous marchions sans broncher. [...]
Nuit noire. De temps à autre, une détonation éclatait dans la nuit. Ils avaient l'ordre de tirer sur ceux qui ne pouvaient soutenir le rythme de la course. Le doigt sur la détente, ils ne s'en privaient pas. L'un de nous s'arrêtait-il une seconde, un coup de feu sec supprimait un chien pouilleux. [...]
Près de moi, des hommes s'écroulaient dans la neige sale. Coups de feu. »

Au cours d'une halte après avoir marché 80 kilomètres, Rab Eliahou, un « homme très bon, que tout le monde chérissait au camp, [...] le seul rabbin qu'on n'omettait jamais d'appeler rabi à la Buna », demande si personne n'a vu son fils, qu'il a perdu dans la cohue sur la route. Ils étaient demeurés ensemble pendant trois ans, « toujours près l'un de l'autre, dans la souffrance, dans les coups, pour la ration de pain, pour la prière », mais le rabbin l'avait perdu de vue lorsqu'il était resté en arrière dans la colonne, à bout de force. « Je n'avais plus la force de courir. Et mon fils ne s'en était pas aperçu. Je ne sais rien de plus. » Ne trouvant pas son fils parmi les agonisants, ni dans la neige, il s'adressait à chacun. Eliezer se souvient, après que Rab Eliahou fut parti, qu'il avait couru aux côtés de son fils, et que celui-ci avait vu le rabbin rétrograder et avait pressé le pas, creusant l'écart entre eux.

« Une pensée terrible surgit à mon esprit : il avait voulu se débarrasser de son père ! ... [Il] avait cherché cette séparation pour se décharger de ce poids, pour se libérer d'un fardeau qui pourrait diminuer ses propres chances de survie [...] Et, malgré moi, une prière s'est éveillée en mon cœur, vers ce Dieu auquel je ne croyais plus.
— Mon Dieu, Maître de l'Univers, donne moi la force de ne jamais faire ce que le fils de Rab Eliahou a fait. »

Les prisonniers, encouragés par les SS, marchent jusqu'à Gleiwitz, où ils passent trois jours dans des baraques exiguës sans nourriture, boisson ou chaleur, dormant littéralement les uns sur les autres, de sorte qu'au matin, les vivants se réveillent sur des amas de cadavres. Un violoniste juif polonais fait ses adieux au monde en jouant un fragment d'un concert de Beethoven, musique interdite aux Juifs.
Ensuite, il y a une autre marche jusqu'à la gare, une selektion au cours de laquelle Shlomo est envoyé du mauvais côté. Cependant, Eliezer, ne voulant pas se séparer de son père, est poursuivi par les SS, « créant un tel tohu-bohu que bien des gens de gauche purent revenir vers la droite – et parmi eux, mon père et moi. Il y eut cependant quelques coups de feu, et quelques morts. » Les prisonniers sont entassés dans un wagon à bestiaux sans toit et sans espace pour s'asseoir ou se coucher, jusqu'à ce que les SS ordonnent de jeter les morts en contrebas.

« Je ne m'éveillai de mon apathie qu'au moment où des hommes s'approchèrent de mon père. Je me jetai sur son corps. Il était froid. Je le giflai. Je frottai les mains, en criant :
— Père ! Père ! Réveille-toi. On va te jeter du wagon...
Son corps demeurait inerte [...]
Je me remis de plus belle à le frapper. Au bout d'un moment, mon père entrouvrit ses paupières sur des yeux vitreux. Il respira faiblement.
— Vous voyez, m'écriai-je.
Les deux hommes s'éloignèrent. »

Le voyage dure dix jours et dix nuits, ponctué de longues haltes, pendant lesquels la neige tient lieu de pain. Lorsqu'ils traversent des localités allemandes, des ouvriers s'amusent en jetant quelques bouts de pain pour observer les luttes sans pitié qui s'ensuivent. Lors d'une de ces mêlées, Eliezer voit un fils tuer son père pour un bout de pain, avant d'être tué à son tour. Lui-même manque d'être étranglé la troisième nuit, et ne doit sa survie qu'à un ami de son père encore assez vigoureux. Cependant, celui-là même s'effondre en pensant à son fils, qui lui avait été enlevé lors de la première selektion, et meurt le dernier jour du voyage. De la centaine d'occupants du wagon, seuls 12 arrivèrent vivants à Buchenwald, dont Eliezer et Shlomo.

### Buchenwald
« Je ne bougeai pas. Je craignais, mon corps craignait de recevoir à son tour un coup.
Mon père eut encore un râle et ce fut mon nom : « Eliezer » »

Les officiers SS attendaient les nouveaux arrivants à la porte du camp avec des porte-voix, et firent l'appel. Un ancien de Buchenwald explique qu'ils prendraient une douche chaude. Cependant, il n'était pas si facile d'arriver à cette douche et Shlomo, épuisé, se laissa tomber dans la neige, incapable de bouger.

« J'aurais pleuré de rage. Avoir tant vécu, tant souffert ; allais-je laisser mon père mourir maintenant ? Maintenant qu'on allait pouvoir prendre un bon bain chaud et s'étendre ? […] Il était devenu pareil à un enfant : faible, craintif, vulnérable […] Je lui montrai les cadavres autour de lui : eux aussi avaient voulu se reposer ici […] Je hurlai dans le vent […] Je sentis que ce n'était pas avec lui que je discutais mais avec la mort elle-même, avec la mort qu'il avait déjà choisie. »

Une alerte sonne, les lumières s'éteignent dans tout le camp, et Eliezer, épuisé, suit le mouvement vers les blocks, et Eliezer s'endort. Lorsqu'il se réveille, il fait déjà jour ; il se rappelle qu'il a un père, qu'il l'a abandonné pendant l'alerte à bout de forces et part à sa recherche.

« Mais au même moment s'éveilla en moi cette pensée : « Pourvu que je ne le trouve pas ! Si je pouvais être débarrassé de ce poids mort, de façon à pouvoir lutter de toutes mes forces pour ma propre survie, à ne plus m'occuper que de moi-même. » Aussitôt, j'eus honte, honte pour la vie, de moi-même. »

Eliezer retrouve son père qui se trouve dans un autre block, fiévreux et malade, rongé par la dysenterie. Son état est tel que les distributeurs de soupe ne jugent pas nécessaire d'en gâcher pour lui. « Je lui donnai ce qui me restait de soupe. Mais […] je sentais que je lui cédais contre mon gré. Pas plus que le fils de Rab Eliahou, je n'avais résisté à l'épreuve. »
Shlomo s'affaiblit de jour en jour, et veut faire ses dernières recommandations à son fils. « Le médecin ne veut faire », correction, « ne peut rien faire pour lui ». D'autres occupants du lit, un Français et un Polonais, battent Shlomo parce qu'il ne peut plus se traîner dehors pour déféquer. Eliezer est incapable de le protéger. « Une plaie de plus au cœur, une haine supplémentaire. Une raison de vivre de moins. » Trois jours plus tard, Shlomo, qui n'a pas bougé de son lit est battu par un officier de la SS pour l'avoir troublé en demandant de l'eau, parce qu'il a fait trop de bruit. Eliezer, couché sur le lit supérieur, n'ose pas intervenir.
Au matin, le 29 janvier 1945, Eliezer trouve un autre invalide étendu à la place de son père. On avait dû enlever Shlomo avant l'aube pour le porter au crématoire, alors qu'il était peut-être encore vivant.

« Il n'y eut pas de prière sur sa tombe. Pas de bougie allumée pour sa mémoire. Son dernier mot avait été mon nom. Un appel, et je n'avais pas répondu.
Je ne pleurais pas, et cela me faisait mal de ne pas pouvoir pleurer. Mais je n'avais plus de larmes. Et, au fond de moi-même, si j'avais fouillé les profondeurs de ma conscience débile, j'aurais peut-être trouvé quelque chose comme : enfin libre !… »

### La libération

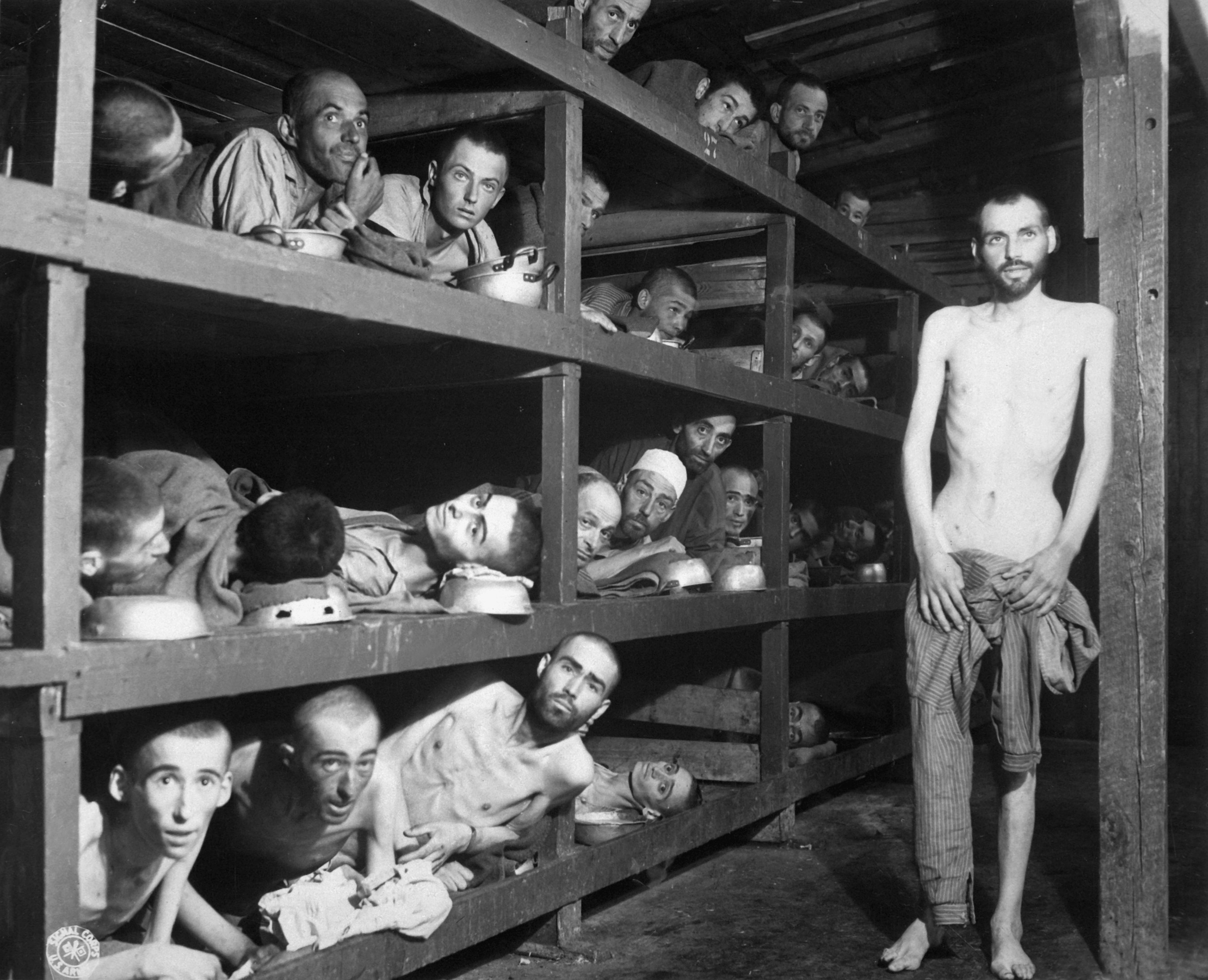
Elie Wiesel à Buchenwald, seconde rangée, septième à partir de la gauche, 16 avril 1945

Le père d'Eliezer ne manqua sa liberté que de quelques semaines. Les Soviétiques avaient libéré Auschwitz 11 jours avant sa mort et les Américains étaient en route vers Buchenwald.
Après la mort de Shlomo, Eliezer fut transféré dans le bloc des enfants, où il se retrouva avec 600 autres occupants, dans une oisiveté totale, la tête vide, rêvant parfois d'un supplément de soupe.
Le 5 avril 1945, les prisonniers furent tous appelés pour apprendre que le camp serait liquidé sous peu et évacué – une autre marche de la mort – avant que les Allemands ne fassent exploser le camp dans une tentative de dissimuler ce qui s'y est passé.
Le 11 avril, alors qu'il ne restait que 20 000 prisonniers dans le camp et que les SS les rabattaient vers la place de l'appel, un mouvement juif de résistance s'improvisa et prit le contrôle du camp. À 18 heures de ce même jour, les premiers tanks américains arrivaient, suivis de la Sixième division lourde de la Troisième Armée des États-Unis. Eliezer était libre.

« Notre premier geste d'hommes libres fut de nous jeter sur le ravitaillement. On ne pensait qu'à cela. Ni à la vengeance, ni aux parents. Rien qu'au pain.
Et même lorsqu'on n'eut plus faim, il n'y eut personne pour penser à la vengeance. Le lendemain, quelques jeunes gens coururent à Weimar ramasser des pommes de terre et des habits — et coucher avec des filles. Mais de vengeance, pas trace. [...] 
Je voulais me voir dans le miroir [...] Je ne m'étais plus vu depuis le ghetto.
Du fond du miroir, un cadavre me regarda.
Le regard dans ses yeux, comme ils regardaient dans les miens, ne me quitte plus. »

## Écriture et publication deLa Nuit

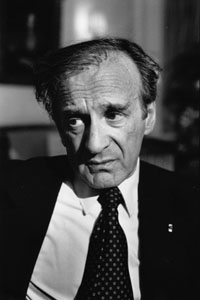
Elie Wiesel en 1984.

De Buchenwald, Elie Wiesel comptait se rendre en Palestine mandataire, mais les restrictions britanniques sur l'immigration, le Livre blanc, l'en empêchèrent. Refusant de retourner à Sighet, il fut envoyé à l'Œuvre de secours aux enfants avec 400 autres orphelins, d'abord en Belgique, puis en Normandie, où il apprit que ses sœurs aînées, Hilda et Béatrice, avaient survécu.

À partir de 1947-50, il étudia le Talmud avec monsieur Chouchani, avant de se former à la philosophie et la littérature à la Sorbonne, suivant les conférences de Jean-Paul Sartre et Martin Buber. Afin de subvenir à ses besoins, il enseigna l'hébreu et travailla comme traducteur pour l'hebdomadaire yiddish militant Zion in Kamf (la Lutte de Sion), qui lui facilita l'accès à une carrière de journaliste. En 1948, âgé de 19 ans, il fut envoyé en Israël comme correspondant de guerre par le journal français L'Arche, et après la Sorbonne, il devint le correspondant étranger du journal Yediot Aharonot basé à Tel Aviv.
Il ne parla de son expérience avec personne pendant dix ans : « Si pénible était ma peine que je fis un vœu : ne pas parler, ne pas toucher à l'essentiel pour au moins dix ans. Assez longtemps pour voir clair. Assez longtemps pour apprendre à écouter les voix qui pleuraient en moi. Assez longtemps pour regagner la possession de ma mémoire. Assez longtemps pour unir le langage des hommes avec le silence des morts ».
C'est en 1954, à bord d'un bateau faisant route vers le Brésil, où il devait effectuer un reportage sur l'activité missionnaire chrétienne dans des communautés juives pauvres, qu'il écrivit son récit en yiddish sur son expérience concentrationnaire. Il l'avait commencé en hébreu quelques mois plus tôt. « Fiévreux et comme hors d'haleine, j'écris vite, sans me relire. J'écris pour témoigner, pour empêcher les morts de mourir, j'écris pour justifier ma survie […] Mon vœu de silence arrivera  bientôt à terme ; l'an prochain, ce sera le dixième anniversaire de ma libération […] Des pages et des pages s'entassent sur mon lit. Je dormais peu, je ne participe pas aux activités du bateau ; je ne fais que taper, taper sur ma petite machine à écrire portative… » 

Le manuscrit, de 862 pages, s'intitulait ...Un di Velt Hot Geshvign (Et le monde se taisait). Lors d'une escale, une amie lui présenta Mark Turkov, un éditeur de textes en yiddish, qui emporta son manuscrit. Il fut publié sous forme d'un volume de 245 pages à Buenos Aires, 117e livre de la collection Dos poylishe yidntum (« la judéité polonaise »), une série de mémoires rédigés en yiddish sur l'Europe et la guerre. Ruth Wisse écrivit dans The Modern Jewish Canon qu'il se démarquait des autres livres de la collection, qui étaient des hommages aux victimes, comme un « récit hautement sélectif et isolé », influencé par les lectures existentialistes d'Elie Wiesel. Il ne revit plus le manuscrit, mais en reçut un exemplaire en décembre de la même année.
Le livre ne suscita cependant aucun intérêt littéraire, et Elie Wiesel continua sa carrière journalistique. En mai 1955, il souhaita, afin de pouvoir approcher du premier ministre français, Pierre Mendès France, réaliser une interview du romancier et lauréat du prix Nobel François Mauriac, qui était un ami proche du premier ministre.

« Le problème était que Mauriac aimait Jésus. C'était la personne la plus correcte que j'aie jamais rencontrée en ce domaine – en tant qu'écrivain, écrivain catholique. Honnête, intègre, et amoureux de Jésus. il ne parlait que de Jésus. Quoi que je demande – Jésus. Finalement, je lui dis, "Et Mendès France ?" Il dit que Mendès France, comme Jésus, souffrait…
Avec ce Jésus, c'en fut trop, et pour la seule fois dans ma vie, je fus discourtois, ce que je regrette encore aujourd'hui. Je lui dis, « M. Mauriac », on l'appelait maître, « il y a de cela dix ans à peu près, j'ai vu des enfants, des centaines d'enfants Juifs, qui ont souffert plus que Jésus sur sa croix, et nous n'en parlons pas ». Je me sentis soudain gêné. Je fermai mon bloc-notes et me dirigeai vers l'ascenseur. Il me rattrapa. Il me retint ; il s'assit dans sa chaise, moi dans la mienne, et il se mit à gémir. J'avais rarement vu un vieil homme pleurer de la sorte, et je me sentais si bête… Et puis, à la fin, sans rien dire d'autre, il dit, "Vous savez, vous devriez peut-être en parler". »

Dans ses mémoires, Elie Wiesel écrit qu'il traduisit ...Un di Velt Hot Geshvign et envoya le nouveau manuscrit à François Mauriac dans le courant de l'année. Cependant, même avec l'appui et les contacts du maître, aucun éditeur ne put être trouvé. Ils trouvaient cela trop morbide, disant que personne ne le lirait. « Personne ne veut entendre ces histoires », disaient-ils à l'auteur.
En 1957, Jérôme Lindon des Éditions de Minuit, accepta de publier une traduction française de 178 pages, réintitulée La Nuit, dédiée à Chlomo, Sarah, et Tzipora, préfacée par François Mauriac, et la même difficulté se représenta pour trouver un éditeur américain. « Pour les uns, l'ouvrage est trop mince (le lectorat américain semble raffoler des gros volumes) et trop déprimant pour les autres (le lectorat américain semble préférer les livres optimistes) ; ou bien il traite d'un sujet trop connu, à moins qu'il ne le soit pas assez. »
En 1960, Arthur Wang, de Hill & Wang – qui croyait « encore en la chose littéraire comme d'autres croient en Dieu » – accepta de payer un acompte de 100 dollars pro forma, et publia le livre aux États-Unis en septembre de la même année sous le titre de Night. Il ne vendit que 1 046 exemplaires au cours des 18 mois, mais suscita l'intérêt des critiques, menant à la réalisation d'interviews télévisées d'Elie Wiesel, et à des rencontres à d'autres grandes figures littéraires comme Saul Bellow. « La traduction anglaise parut en 1960, et la première édition était limitée à 3 000 exemplaires », dit Elie Wiesel dans une interview. « Et cela prit trois ans à les écouler. À présent, je reçois 100 lettres par mois venant d'enfants à propos du livre. Et il y a beaucoup, beaucoup d'exemplaires sous presse. »
En 1997, Night se vendait à 300 000 exemplaires par an aux États-Unis ; en mars 2006, six millions avaient été vendus, et avaient été traduits en 30 langues. Le 16 janvier 2006, Oprah Winfrey choisit le « roman » pour son book club. Un million d'exemplaires supplémentaires à couverture souple et 150 000 à couverture cartonnée furent imprimés, avec l'estampille Oprah's Book Club. Ils comportaient une nouvelle traduction, réalisée par Mme Marion Wiesel, l'épouse de l'auteur, et une nouvelle préface de celui-ci Au 13 février 2006, Night figurait en tête de la liste établie par le The New York Times dans la catégorie paperback non-fiction. En janvier 2007, les Éditions de Minuit publiaient en poche (collection « Double ») cette nouvelle édition, avec une préface d'Elie Wiesel qui commence par ces mots : « Si de ma vie je n'avais eu à écrire qu'un seul livre, ce serait celui-ci. »

## Analyse du livre
Elie Wiesel choisit pour décrire son expérience un style narratif épars et fragmenté, avec de fréquents changements de point de vue. C'est le style « des chroniqueurs des ghettos où il fallait tout faire, dire et vivre rapidement, dans un souffle : on ne savait jamais si l'ennemi n'allait pas frapper à la porte pour tout arrêter, pour tout emporter vers le néant. Chaque phrase était un testament… »
Son livre peut se lire comme un sacrifice d'Isaac, mais c'est un sacrifice inversé. Dans le récit biblique, Dieu demande à Abraham de Lui sacrifier son fils. Abraham accepte, ainsi qu'Isaac, mais un ange de Dieu l'appelle et retient sa main au dernier moment.
Dans La Nuit, l'autel est « d'un autre genre, d'une autre dimension » ; des enfants y sont menés à la mort, mais Dieu ne Se manifeste pas ; les enfants innocents brûlent vivants, et avec eux la foi du narrateur : « [l]a souffrance et la mort des enfants innocents ne peuvent que mettre en question la volonté divine. Et susciter la colère et la révolte des hommes. » Le fils accompagne le père, mais c'est le père qui décline vers un état désespéré, soutenu par son fils adolescent avec de moins en moins de bonne grâce, et le fils revient seul, laissant son père seul avec les ombres. » Croire en Dieu ? Le condamné hongrois de l'infirmerie préfère croire en Hitler : lui a tenu ses promesses, toutes ses promesses aux Juifs.
Le narrateur ne se révolte pas seulement contre Dieu : l'humanité même le dégoûte, l'enfant frappe l'adulte, les chefs trop humains sont démis de leurs fonctions, les prisonniers s'entretuent, tout est inversé, toutes les valeurs sont détruites, particulièrement les rapports entre les fils et les pères. « Ici, il n'y a pas de père qui tienne, pas de frère, pas d'ami. Chacun vit et meurt pour soi, seul. »
Selon Ellen Fine, la première nuit au camp, dont La Nuit tire son nom, en concentre tous les thèmes : la mort de Dieu, des enfants, de l'innocence, de lui-même. Avec la perte de la conscience de soi, thème récurrent de la littérature de la Shoah, Eliezer perd aussi la notion du temps.
Ces éléments sont encore plus manifestes dans ce qu'elle considère être l'événement central de La Nuit, la pendaison du petit pipel. Cet épisode, dont Alfred Kazin écrit qu'il a « rendu le livre célèbre », évoque, selon Ellen Fine, un sacrifice religieux, Isaac lié sur l'autel, Jésus sur la croix. « C'est la mort littérale de Dieu, » ajoute Kazin. Et c'est l'épisode dans lequel Eliezer, dont la foi était nourrie de questions, est plein de réponses.
Cependant, écrit Elie Wiesel, « [l]es théoriciens de « la mort de Dieu » ont fait abusivement référence à mes propos pour justifier leur refus de la foi. Or, si Nietzsche pouvait crier au vieillard de la forêt « Dieu est mort », le Juif en moi ne le peut pas. Je n'ai jamais renié ma foi en Dieu [...], j'ai protesté contre Son silence, parfois contre Son absence, mais ma colère s'élevait à l'intérieur de la foi, non au-dehors. » 
« Comment croire en Dieu après Auschwitz ? » lui demande Primo Levi, qui est, lui, incroyant. Elie Wiesel comprend son point de vue, mais il fait remarquer que Primo Levi, étant chimiste, avait une utilité pour le système, et était donc relativement privilégié par rapport au « rien du tout » qu'était Elie Wiesel; il n'avait donc pas besoin de Dieu.
Lorsqu'Elie Wiesel posa cette question au Rabbi Menahem Mendel Schneersohn de Loubavitch, celui-ci lui répondit : 

« Après Auschwitz, comment peut-on ne pas croire en Dieu ? »
Au premier abord, la remarque m'a paru fondée : puisque tout le reste a échoué — civilisation, culture, éducation, humanisme — comment ne pas se tourner vers le ciel ? Et puis, je me suis ressaisi : « Si vos paroles constituent une question, je l'accepte volontiers ; si elles se veulent réponse, je la récuse. »

## Mémoires ou roman?
« La Nuit n'est pas un roman », écrit Elie Wiesel dans ses mémoires, mais sa « déposition, »  et il s'insurge contre quiconque suggèrerait qu'il puisse s'agir d'une œuvre de fiction. 
Il se veut témoin, et ne peut « faire autrement » que de présenter la vérité intouchée. 
 Si l'on peut relever certaines différences entre La Nuit et Tous les fleuves vont à la mer, comme une « hésitation » sur son âge ou la blessure qui se produit au pied dans La Nuit, au genou dans Tous les fleuves vont à la mer, elles sont expliquées par une technique permettant à Elie Wiesel de se différencier, si peu que ce fût, d'Eliezer, afin de se distancier du traumatisme et de la souffrance qu'il décrit. Plusieurs imprécisions, notamment sur l'âge d'Eliezer, ont été attribuées à la première traduction anglaise, et la factualité du récit a été défendue par l'auteur et ses éditeurs.
Cependant, ces points rendent les critiques quelque peu réticents à considérer La Nuit comme une autobiographie et le compte-rendu historique d'un témoin oculaire.
Dans Fantasies of Witnessing: Postwar Efforts to Experience the Holocaust, Gary Weissman de la East Carolina University écrit que La Nuit a été appelé « roman/autobiographie », « roman autobiographique », « roman non-fictionnel », « mémoires semi-fictionnels », « roman fictionnel-autobiographique », « mémoires autobiographiques fictionnalisés », et « mémoires-roman ». Il finit par estimer que le livre défie toute catégorisation, citant Irving Abrahamson : « La Nuit est un livre sans précédent, le commencement de quelque chose de nouveau en littérature, voire en religion. » C'était déjà ce qu'écrivait François Mauriac dans la préface à la première édition française de La Nuit: « ce livre est différent, distinct, unique […] un livre auquel nul autre ne pourrait être comparé, » bien qu'il l'ait lui aussi considéré comme un « roman » C'était aussi l'opinion d'A. Alverez dans son Commentaire à la première édition américaine, qui écrivait que ce livre était « douloureux de façon presque insoutenable, et certainement au-delà de toute critique. »

### Version yiddish et version française
Revenant sur le processus de création littéraire de son récit, Elie Wiesel mentionne quantité de passages supprimés par l'éditeur de la traduction française de son manuscrit yiddish, qui était pourtant passé de 862 pages à 245. Parmi ces passages, le début du récit,

« Au commencement fut la foi, puérile ; et la confiance, vaine, et l'illusion, dangereuse.
Nous croyions en Dieu, avions confiance en l'homme, et vivions dans l'illusion qu’en chacun de nous est déposée une étincelle sacrée de la flamme de la Shekhina, que chacun de nous porte, dans ses yeux et en son âme, un reflet de l'image de Dieu.
Ce fut la source – sinon la cause – de tous nos malheurs. »

Cette entrée en matière était suivie de deux pages retraçant le décret de refoulement des Juifs incapables de prouver leur nationalité hongroise en 1942, dans lesquelles le narrateur déplore que l'« illusion, la maudite, avait conquis nos cœurs », et empêcha les Juifs de Hongrie d'imaginer leur destin. Figurait aussi l'agonie de son père, qui l'appelle en vain. Le livre ne finissait pas par le reflet dans la glace, mais par la colère du narrateur, qui se demande s'il a bien fait de casser le miroir car :

« Aujourd'hui, l'Allemagne est un État souverain. L'armée allemande a été ressuscitée... Les criminels de guerre déambulent dans les rues de Hambourg ou de Munich... Allemands et antisémites déclarent au monde que l'« histoire » des six millions de victimes juives n'est qu'un mythe et le monde, dans sa naïveté, y croira, sinon aujourd'hui, demain ou après-demain. »

Il y eut d'autres coupures, puisqu'on arriva à 178 pages. Selon Elie Wiesel, Jérôme Lindon eut raison d'effectuer ces raccourcissements et remaniements, lui-même « redout[ant] tout ce qui pouvait paraître superflu » : « raconter trop m'effrayait plus que de dire moins », expliquerait-il dans la préface à l'édition américaine de La Nuit (2006). Cependant, « Les passages supprimés [du texte] n'en sont pas absents. Dans le cas d'Auschwitz, le non-dit pèse plus que le reste. »
Ce n'est cependant pas l'avis de Naomi Seidman, professeur de culture juive à la Graduate Theological Union de Berkeley : elle écrit, dans un article du Jewish Social Studies paru en 1996, que contrairement à la version yiddish, œuvre d'un témoin-survivant, La Nuit est celle d'un écrivain-théologien. Le survivant rejetait la Kabbale, le théologien fait de la Shoah un « évènement religieux théologique », où « suite à l'abdication de Dieu, le site et l'occasion de cette abdication – la Shoah – prend une tournure théologique, et le “témoin” devient “prêtre et prophète de cette nouvelle religion”. (Elie Wiesel avait dit qu'« Auschwitz est aussi important que le Sinaï. ») ». La conclusion de Naomi Seidman, qu'il y avait non un mais deux survivants de la Shoah, « un Yiddish et un Français, [...] chacun racontant sa propre histoire » fut repris par des négationnistes pour suggérer qu'Elie Wiesel ne rapportait pas fidèlement certaines scènes et valut à Naomi Seidman elle-même d'être accusée de révisionnisme dans des lettres à l'éditeur.
Interviewée par le Jewish Daily Forward, Naomi Seidman précisa donc son point de vue : selon elle, la Nuit est une réécriture et non une simple traduction d’... Un di Velt Hot Geshvign, une adaptation en vue de la publication en France. Elie Wiesel y aurait substitué à un « survivant en colère [...] qui voit son témoignage comme une réfutation de ce qu'ont fait les Nazis aux Juifs », un autre, « hanté par la mort, dont la plainte principale est dirigée contre Dieu, et non le monde [ou] les Nazis. » Elle compare les textes ayant « survécu à la purge éditoriale » et pointe ce qu'elle considère comme des différences significatives : par exemple, dans la version yiddish, Moïshele ne joue qu'un rôle de témoin, alors que dans la version française, ses enseignements kabbalistiques préfigurent les camps, selon un procédé littéraire. Ailleurs, Elie Wiesel écrit qu'après la libération de Buchenwald, certains survivants des camps, les « garçons juifs », s'étaient précipités pour « fargvaldikn daytshe shikses » (« violer les shiksas allemandes »), tandis que le texte français ne mentionne que des « jeunes gens » qui vont « coucher avec des filles,. » Elle réitère donc sa conclusion : il y a eu « deux versions (yiddish et française) écrites pour des publics différents », la version yiddish étant destinée à un lectorat juif avide de vengeance, tandis que pour le reste du monde — largement chrétien — la colère est retirée, ce ne sont que des jeunes hommes dormant avec des filles. Elie Wiesel, conclut-elle, a délibérément supprimé, suivant peut-être les conseils de François Mauriac, un catholique, ce que son lectorat juif voulait lire : le besoin de vengeance ; mais « cela valait-il la peine de traduire la Shoah hors de la langue de la majeure partie de ses victimes, et dans la langue de ceux qui furent, au mieux, absents et, au pire, complices du génocide ? »
Son point de vue est cependant considéré comme « absolument minoritaire. »
Ruth Franklin estime elle aussi que du fait de cette réédition qui a précisément donné au livre cette structure « exquise », La Nuit ne peut être qu'un roman : son impact est tributaire de son langage, qui est franc, mais dont « chaque phrase semble pesée et délibérée, chaque épisode soigneusement choisi et délimité. Sa brièveté choque également ; il peut être lu en une heure, et porté en poche. On a le sentiment d'une expérience distillée sans pitié jusque dans son essence… Le lire, c'est perdre sa propre innocence à propos de l'Holocauste une fois de plus » ; cette simplicité et ce pouvoir de narration se sont faits au détriment de la vérité littérale : la version yiddish était plus historique que littéraire, elle était politique et emplie de colère. La Nuit n'évoque pas ces considérations, et le matériel a été, afin de procéder à la publication du livre en France, expurgé par Elie Wiesel et son éditeur de tout ce qui n'était pas entièrement nécessaire ; il en a émergé, conclut Ruth Franklin, une œuvre d'art plutôt qu'un récit fidèle.

### Date de la première version
Une autre réticence provient de la confusion à propos du moment où la première version fut écrite. Werner Kelber de l'université Rice écrit que cette question débouche immanquablement sur une autre, savoir si La Nuit est un « cri du cœur », un « élan primal suivant une décennie de silence », comme le présente Elie Wiesel, ou un texte « littérairement médié » avec une « composition élaborée, une histoire éditoriale et traduite ».
Elie Wiesel a déclaré dans des interviews que c'est sa rencontre en 1955 avec François Mauriac qui l'a poussé à briser son vœu de silence. Dans une telle interview publiée par l’American Academy of Achievement, il dit : « [Mauriac] me prit dans l'ascenseur et m'embrassa. Et cette année, la dixième année, je commençai à écrire mon récit. Après qu'il fut traduit du yiddish en français, je le lui envoyai. Nous fûmes des amis très, très proches jusqu'à sa mort. Cela me fit non publier, mais écrire. »
Toutefois, Elie Wiesel avait écrit, ainsi que le note Naomi Seidman, que Mark Turkov, l'éditeur argentin avait reçu le manuscrit yiddish en 1954 — un an avant la rencontre d'Elie Wiesel avec François Mauriac. Il écrit en outre qu'il avait donné le manuscrit original de 862 pages à Mark Turkov. Bien que celui-ci lui ait promis de lui remettre le manuscrit original, Elie Wiesel ne l'aurait plus revu, mais il explique plus tard avoir coupé le manuscrit original de 862 pages aux 245 de la version yiddish publiée. Naomi Seidman écrit que « ces rapports embrouillés et peut-être contradictoires des différentes versions de La Nuit ont généré une chaîne de commentaires critiques tout aussi embrouillés ». Toutefois, l'une de ces « contradictions » se résout lorsqu'Elie Wiesel écrit avoir reçu une épreuve de son livre en décembre 1954.

### Vérité et mémoire
Gary Weisman rapporte un dialogue entre Elie Wiesel et le Rebbe (rabbin hassidique) de Wishnitz, qu'il n'avait pas vu depuis 20 ans. Celui-ci veut savoir si les histoires que raconte Elie Wiesel sont vraies, c'est-à-dire si elles sont vraiment arrivées. Comme il lui dit que certaines ont été pratiquement inventées du début à la fin, le rabbin soupire, avec plus de tristesse que de colère : « Alors, tu écris des mensonges ! » 
« Je n'ai pas immédiatement répondu. L'enfant grondé en moi n'avait rien à dire pour sa défense. Cependant, je devais me justifier : “Les choses ne sont pas si simples, Rebbe. Certaines choses sont arrivées mais elles ne sont pas vraies ; d'autres sont vraies, et pourtant, elles ne sont jamais arrivées.” »
Selon Ruth Franklin, la remise à l'honneur de La Nuit par Oprah Winfrey survint à un moment délicat pour le genre des mémoires, lorsqu'il fut démontré que  James Frey, précédemment choisi par l'Oprah's Book Club, avait falsifié son autobiographie, A Million Little Pieces. Choisir La Nuit était dans ce contexte un « geste osé » d'Oprah Winfrey, peut-être dans le but de restaurer le crédibilité de son book club avec un livre considéré comme « au-delà de la critique ».
La Nuit, ajoute-t-elle, a une importante leçon à donner sur les « complexités des mémoires et de la mémoire. » L'histoire même de sa rédaction « révèle combien de facteurs entrent en jeu dans la création de mémoires – l'obligation de se souvenir et de témoigner, certainement, mais aussi l'obligation artistique et même morale de construire une persona crédible et de façonner une belle œuvre. Les faits, nous le savons, peuvent être plus étranges que la fiction ; mais la vérité en prose, tel qu'il apparaît, n'est pas toujours la même chose que la vérité dans la vie ».
Dans le tome 3 de son ouvrage intitulé Les juifs, la mémoire et le présent (1995), l'historien Pierre Vidal-Naquet signale l'importance que La Nuit a eue dans sa réflexion sur l'Holocauste :

« Si je prends maintenant ma propre expérience de fils de deux Français juifs qui trouvèrent la mort à Auschwitz, je dirai que pendant plusieurs années, je n'ai pas fait de vraie distinction entre camps de concentration et camps d'extermination. Le premier livre qui m'ait vraiment appris ce qu'était le camp d'Auschwitz fut La Nuit, d'Elie Wiesel, livre publié en 1958 aux Éditions de Minuit. J'avais déjà vingt-huit ans. Il se trouve que je déteste l'œuvre d'Elie Wiesel, à la seule exception de ce livre. C'était pour moi une raison supplémentaire de le mentionner. »

De son côté, le professeur d'histoire Jean-François Forges, dans son livre Éduquer contre Auschwitz. Histoire et mémoire, conseille aux enseignants de chercher la vérité historique chez Primo Levi, Claude Lanzmann, Serge Klarsfeld ou Jean-Claude Pressac plutôt que chez Martin Gray, Christian Bernadac, Jean-François Steiner ou Elie Wiesel.

## Livre audio
- Elie Wiesel, La Nuit, Paris, éd. Gallimard, coll. « Écoutez lire », 22 octobre 2015 (ISBN 978-2-07-010414-7, présentation en ligne).Narratrice : Guila Clara Kessous ; support : 1 disque compact audio MP3 ; durée : 4 h ; référence éditeur : A10414. Ce livre audio semble absent du catalogue général de la Bibliothèque nationale de France.

#### Livres
- (en) Harry James Cargas, In Conversation with Elie Wiesel. Diamond Communications, 1992.  (ISBN 0-912083-58-1)
- (en) Harry James Cargas (ed.) Telling the Tale: A Tribute to Elie Wiesel, Saint Louis : Time Being Books, 1993.  (ISBN 1-56809-007-2)
- (en) Ellen S Fine, Legacy of Night: The Literary Universe of Elie Wiesel, State University of New York Press, 1982.  (ISBN 0-87395-590-0)
- (en) Alfred Kazin. Contemporaries. Boston: Little, Brown & Co., 1962.
- (en) Gary Weissman, Fantasies of Witnessing: Postwar Efforts to Experience the Holocaust, Cornell University Press, juin 2004.  (ISBN 0-8014-4253-2)
- (fr) Elie Wiesel, La Nuit, Les Éditions de Minuit, collection Double, éd. 2007  (ISBN 978-2-7073-1992-0)
- (fr) Elie Wiesel, Tous les fleuves vont à la mer, Mémoires tome 1, éd. Le Seuil 1996, collection Points, 622 pages  (ISBN 2-02-028521-5)
- (en) « Elie Wiesel », Holocaust Literature: An Encyclopedia of Writers and Their Work, Routledge, 2002, pp. 1321-23.  (ISBN 0-415-92983-0)

#### Articles
- (en) « Transylvania », Shoah Resource Center, The International School for Holocaust Studies, récupéré le 5 février 2005.
- (en) « Life in Sighet, Romania, 1920-39 », Public Broadcasting Service, récupéré le 5 février 2005.
- (en) « Why wasn't Auschwitz bombed? », Encyclopædia Britannica, récupéré le 10 mars 2005 de l'Encyclopædia Britannica Premium Service (souscription requise).
- (en) « Interview with Elie Wiesel », American Academy of Achievement, récupéré le 14 mars 2005.
- (en) [PDF] « Transylvania », Centre de documentation de Yad Vashem, récupéré le 14 mars 2005.
- (en) « Elie Wiesel, First Person Singular », Public Broadcasting Service (PBS), récupéré le 14 mars 2005.
- (en) « Auschwitz »,Holocaust Encyclopedia, United States Holocaust Memorial Museum, récupéré le 14 mars 2005.
- (en) « Elie Wiesel », interview avec l'auteur, Academy of Achievement, récupéré le 11 juin 2006.
- (en) Auschwitz-Birkenau Memorial and Museum in Oświęcim, Poland, récupéré le 2 août 2006.
- (en) NighttheBook.com, récupéré le 2 août 2006.
- (en) Ruth Franklin, « A Thousand Darknesses », The New Republic, 23 mars 2006, récupéré le 1er août 2006.
- (en) Werner H Kelber, « Memory's Desire or the Ordeal of Remembering: Judaism and Christianity », Bulletin for Contextual Theology, University of Natal.
- (en) Peter Manseau, « Revising Night: Elie Wiesel and the Hazards of Holocaust Theology », Killing the Buddha, s.d., récupéré le 2 août 2006.
- (en) Carol Memmott, « Oprah picks 'Night' », USA Today, 16 janvier 2006.
- (en) Jill Priluck, « A conversation with Elie Wiesel », Salon.com, 5 janvier 2000, récupéré le 5 février 2005.
- (en) Peter Rashkin, The Jews of Sighetu-Marmatiei, récupéré le 5 février 2005.
- (en) Morton Reichek, « Elie Wiesel: Out of the Night », Present Tense, 3 (1976).
- (en) Naomi Seidman, « Elie Wiesel and the Scandal of Jewish Rage », Jewish Social Studies, décembre 1996.
- (en) Elie Wiesel, « Jewish Values in the Post-Holocaust Future: A Symposium », in Judaism 16 (1967):285.
- (en) Edward Wyatt, « The Translation of Wiesel's 'Night' Is New, but Old Questions Are Raised », The New York Times, 19 janvier 2006.

#### Lectures supplémentaires
- (fr) Lucy S. Dawidowicz, La Guerre contre les Juifs, éd. Hachette, 1977
- (en) Irving Greenberg et Alvin H. Rosenfeld, (dir.), Confronting the Holocaust: The Impact of Elie Wiesel. Bloomington: Indiana University Press, 1978.
- (en) Simon P. Sibelman, Silence in the Novels of Elie Wiesel. New York: St. Martin’s Press, 1995.
- (en) Leon Wieseltier, Kaddish. New York: Random House, 1998.
- (en) James E. Young, Writing and Rewriting the Holocaust. Bloomington: Indiana University Press, 1988.